# Inglis Island
Inglis Island är en ö i Australien. Den ligger i territoriet Northern Territory, omkring 590 kilometer öster om territoriets huvudstad Darwin. Arean är 85 kvadratkilometer. Den sträcker sig 11,9 kilometer i nord-sydlig riktning, och 21,7 kilometer i öst-västlig riktning.
Trakten runt Inglis Island är nära nog obefolkad, med mindre än två invånare per kvadratkilometer. Savannklimat råder i trakten. Genomsnittlig årsnederbörd är 1 406 millimeter. Den regnigaste månaden är mars, med i genomsnitt 330 mm nederbörd, och den torraste är augusti, med 10 mm nederbörd.